# Shabanie Mine FC
Der Shabanie Mine FC ist ein simbabwischer Fußballverein aus Zvishavane.
Der Shabanie Mine FC, auch Chinda Boys oder Bvaru Bvaru genannt, stieg Anfang der 2000er Jahre in die Zimbabwe Premier Soccer League auf. Der Verein wird von der örtlichen Bergbaugesellschaft gesponsert. 2001 gelang es dem Klub, den BP League Cup zu gewinnen. Durch den Erfolg qualifizierten sie sich für den African Cup Winners’ Cup. Weitere Erfolge waren bisher nicht zu erreichen. Mittlerweile müssen sie sich mit dem Ortsrivalen FC Platinum um die Gunst der Fans in der Stadt streiten. Dennoch blieben die Derbys bisher immer friedlich.

## Statistik in den CAF-Wettbewerben
| Wettbewerb                    | Runde    | Gegner                 | Hinspiel | Rückspiel |
| ----------------------------- | -------- | ---------------------- | -------- | --------- |
| African Cup Winners’ Cup 2002 | 1. Runde | Saint Michel United FC | 1:0 (H)  | 0:3 (A)   |